# Stone (pel·lícula)
Stone és una pel·lícula thriller policial nord-americà del 2010 dirigida per John Curran i protagonitzada per Robert De Niro, Edward Norton i Milla Jovovich. La major part del rodatge es va fer al comtat de Washtenaw, Michigan. Va ser l'última pel·lícula estrenada per Overture Films. Aquesta és la segona pel·lícula que De Niro i Norton comparteixen junts a la mateixa pantalla, després de The Score (2001). Ha estat doblada al català central. També s'ha editat una versió en valencià per a À Punt.

## Repartiment
- Robert De Niro com a Jack Mabry, un oficial de llibertat condicional que es troba poques setmanes abans de la jubilació.[4]
- Edward Norton com a Gerald "Stone" Creeson, un incendiari condemnat que busca llibertat condicional per qualsevol mitjà.[5]
- Milla Jovovich com a Lucetta, la dona de l'Stone.[5]
- Frances Conroy com a Madylyn, l'esposa de Jack.[6]

## Recepció
Stone ha rebut crítiques generalment diverses. La revisió agregada de Rotten Tomatoes informa que el 51% dels crítics han donat a la pel·lícula una crítica positiva basada en 95 crítiques, amb una puntuació mitjana de 5,7/10. Metacritic va donar a la pel·lícula una puntuació mitjana de 57/100 basada en 22 ressenyes.
Roger Ebert, en una crítica positiva de la pel·lícula, escriu: "Stone té a Robert De Niro i Edward Norton jugant contra el tipus i al capdavant de les seves formes en un duel psicològic entre un agent de llibertat condicional i un pres complicat que té el seu número".
La pel·lícula va ser un fracàs de taquilla; a l'11 de novembre de 2010, havia recaptat 8.463.124 dòlars EUA, que és aproximadament un terç del seu pressupost de producció.